# Geely Monjaro
Geely Monjaro — среднеразмерный кроссовер, выпускаемый компанией Geely Automobile с 2022 года. Автомобиль представляет собой локализованную версию автомобиля Geely Xingyue L, адаптированную для эксплуатации в российских условиях.

## История
Сертификация автомобилей Geely в России была проведена в начале 2022 года. В России автомобиль получил название Monjaro в честь вулкана Килиманджаро.
Автомобиль производится на платформе CMA вместе со своим «собратом» — «близнецом» Geely Tugella. Платформа разработана компанией Volvo. Автомобиль близок по габаритам к Škoda Kodiaq и Hyundai Santa Fe. Объём багажника составляет 562 литра.
В России автомобиль оснащается бензиновым двигателем внутреннего сгорания Volvo JLH-4G20TDB, восьмиступенчатой автоматической трансмиссией Aisin и подключаемым полным приводом с муфтой BorgWarner.
Предлагаются следующие комплектации: Luxury, Flagship и Exclusive. Изначально дебют модели планировался в феврале 2022 года, однако он был задержан до 15 марта 2023 года. Продажи автомобиля осуществляются с апреля 2023 года.